# Khao Manee
| Khao Manee              | Khao Manee |
| Khao Manee · Khao Manee | Khao Manee · Khao Manee |
| ----------------------- | --- |
| Schulterhöhe            | Kater: 30 bis 35 cm Katze: 25 bis 30 cm |
| Gewicht                 | Kater: 3,5 bis 6,5 kg Katze: 2,5 bis 4,5 kg                                                                                                 |
| erlaubte Fellfarben     | Weiß |
| erlaubte Fellzeichnung  | keine |
| erlaubte Augenfarben    | Blau, Gelb, selten Grün (auch gemischt) |
| Fehler                  | Alle Muster und Weißflecken, andere Fellfarbe, genetische Defekte aller Art, unbalancierter Körperbau, Disharmonie, aggressives Temperament |
| Ursprungsland           | Thailand |
| Liste der Katzenrassen  | |

Als Khao Manee wird eine Rasse der Hauskatze bezeichnet. Thai: ขาวมณี RTGS: "Khao Mani" bedeutet "Weißes Juwel". Ein ebenfalls gebräuchlicher Name lautet "Khao Plort" und bedeutet "ganz weiß".

## Aussehen
Die Khao Manee trägt ein weißes, kurzhaariges, sehr dichtes Fell, welches dicht am Körper anliegt. Sie hat blaue Augen, oder ein blaues und ein bernstein- bis goldfarbenes oder ein blaues und ein grünes Auge, welche sich deutlich von der Körperfarbe abheben und brillant oder leuchtend wirken, da das Gewebe der unteren und oberen Augenlider sehr hell ist. Dies ist ein fast exklusives Merkmal dieser Rasse. Der Körper ist mittelgroß, mittelschwer, elegant und muskulös. Der Kopf ist klar strukturiert und weder zu lang noch zu kurz. Diese Katze wirkt in allem ausbalanciert.

## Wesen
Die Khao Manee ist eine ausgeglichene, verspielte Katze mit starker Bindung zu Menschen. Wie viele asiatische Katzen kann sie je nach Prägung recht kommunikativ sein. Sie haben, wie alle anderen orientalischen Katzen auch, ein intensives gemeinsames Gruppenleben. Khao Manee sollten deshalb nie als Einzelkatze gehalten werden.

## Geschichtliches
Die Khao Manee wird zum ersten Mal in einer thailändischen Handschrift aus der Ayutthaya-Periode erwähnt, den so genannten „Katzen-Gedichten“ (Thai: ลักษณะแมว ๑๗ ชนิด = [lák-sà-nà mæo sìp-ʤèt ʧá-nít]). Die Schrift berichtet, dass die Khao Manee nur von Mitgliedern der Königsfamilie besessen werden durfte, und auch in der Neuzeit durften die ersten Katzen erst 1999 das Land verlassen.

## Ähnliche Rassen
Oft wird die Khao Manee mit vielen anderen Rassen mit weißem Fell verwechselt. Im Gegensatz zu den meisten anderen Rassen liegt das Fell der Khao Manee jedoch dicht am Körper an, und die Augen erstrahlen durch das helle Gewebe der Lider in intensiveren Farben.